# Энтомопатогенные грибы

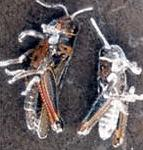
Кузнечики, убитые энтомопатогенным грибком вида Beauveria bassiana из семейства Clavicipitaceae (Ascomycota: Hypocreales)

Энтомопатоге́нные грибы́ (от др.-греч. ἔντομον — насекомое + патоген ) — паразитические грибы, поражающие насекомых. Виды, патогенные для вредителей сельского хозяйства, а также кровососущих и других вредных насекомых, могут использоваться для контроля их численности, то есть как биопестициды.
Также известны виды, которые кроме насекомых поражают и других членистоногих: пауков и клещей или специализирующиеся на последних, но не на насекомых. Эти виды входят в ту же экологическую группу, что и энтомопатогенные, и рассматриваются совместно с ними.